# Warmtezuil

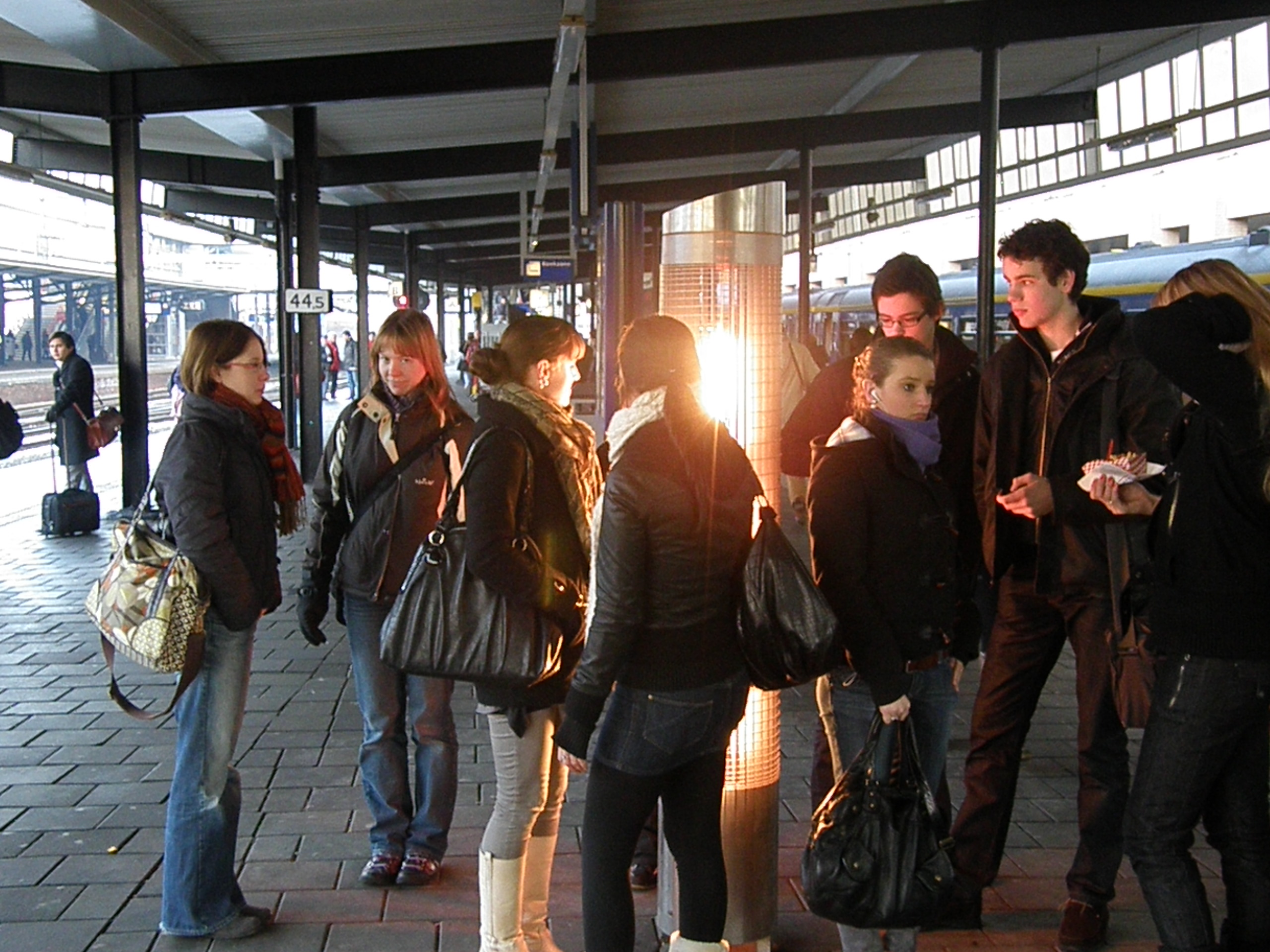
Reizigers warmen zich op aan een warmtezuil

Een warmtezuil is een zuil die 360 graden rondom warmte uitstraalt.
Middels een warmtezuil kunnen locaties verwarmd worden waar gangbare verwarmingssystemen niet geschikt zijn.
In een straal van ca. 5 meter rondom de warmtezuil worden personen aangestraald. Warmtezuilen zijn bijvoorbeeld te vinden op perrons van stations in Nederland, Frankrijk en Groot-Brittannië.
Een warmtezuil is voorzien van halogeen verwarmingslampen met een hoge stralingsintensiteit. Deze verwarmingslampen hebben een stralingswarmteopbrengst van 92% van het opgenomen vermogen.
De kortgolvige infraroodwarmte geeft geen warmteverlies aan de lucht, maar draagt warmte over op materialen.
Middels aanvullende besturing kan ervoor gezorgd worden dat de warmtezuil niet onnodig ingeschakeld staat. Te denken valt aan bewegingsmelders, inschakelknoppen met tijdschakelaar en temperatuurbegrenzers.
Een warmtezuil voor plaatsing aan een wand straalt 180 graden rondom warmte uit.